# 圣蕨
圣蕨（学名：Dictyocline griffithii）为金星蕨科圣蕨属下的一个种。

## 扩展阅读
維基物種上的相關：圣蕨